# 라틴아메리카
라틴아메리카(영어: Latin America, 스페인어: América Latina, 브라질 포르투갈어: América Latina, 프랑스어: Amérique latine)는 인도유럽어족의 로망어가 사용되는 아메리카 내의 독립국 및 속령을 가리키는 지역이다. 이 언어는 스페인어, 브라질 포르투갈어, 프랑스어가 사용되는 지역을 고려한 19세기 프랑스에서 유래했던 것으로 추정된다. 이에 따라 이 지역은 이베로 아메리카나 히스패닉 아메리카보다 그 지역 범위가 훨씬 넓지만 라틴아메리카의 범주에서 옛 누벨 프랑스의 프랑스령 캐나다를 이 지역에서 제외시키고 있다. 앵글로아메리카의 반대 개념으로 사용되기도 한다.
라틴 아메리카는 21개의 주권 독립국과 몇몇 속령 및 식민지들로 구성되어 있다. 라틴 아메리카의 경계는 북쪽으로는 멕시코와 미국의 경계 지역이며 카리브해를 포함한 남아메리카의 남쪽 끝 지점까지다. 라틴 아메리카의 전체 영토는 19,197,000km2 (7,412,000sq mi)로, 전 지구의 육지 면적 중 약 13%를 차지한다. 이는 아시아와 아프리카 다음으로 넓은 면적이다. 2015년 라틴 아메리카의 인구는 약 6억 2,600만 명이다. 2014년 라틴 아메리카의 총 GDP는 약 5조 5,733억 9,700만 미국 달러였다. 같은 연도의 GDP PPP는 약 7조 5,315억 8,500만 미국 달러였다. 라틴 아메리카 용어는 La revue des races Latines이라는 범라틴주의를 촉진시킨 잡지에서 1861년 처음 사용되었다.

## 용어와 어원

### 기원

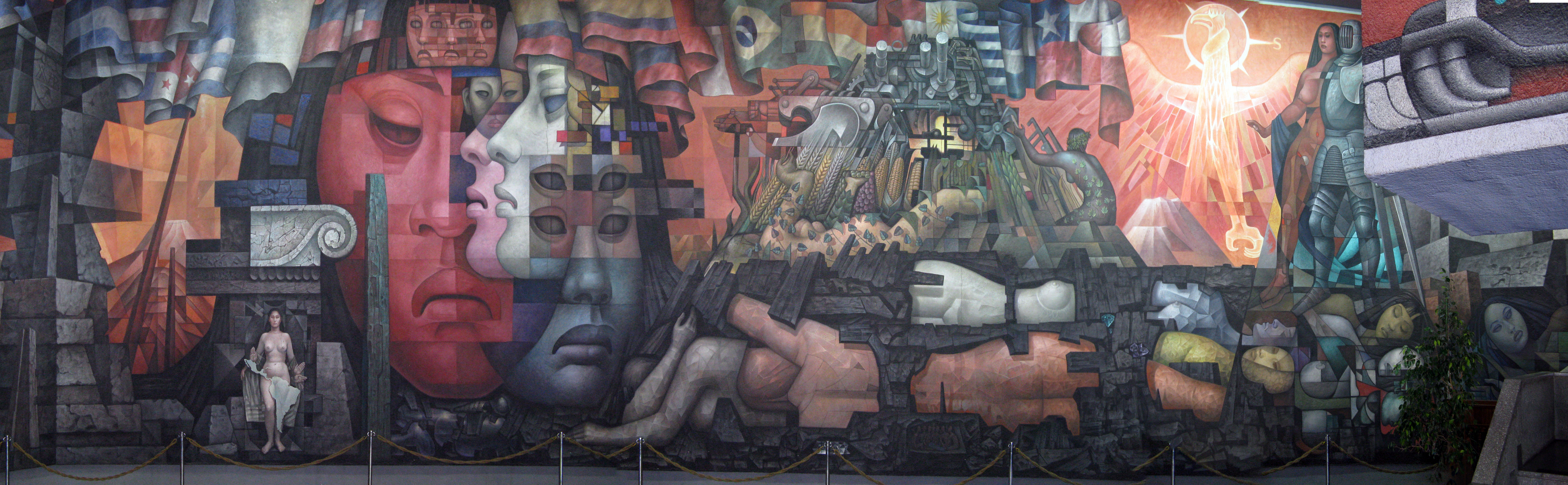
프레센시아 데 아메리카 라티나 (라틴 아메리카의 현재, 1964–65)는 300평방미터로 그려진 벽화로, 칠레의 콘셉시온 대학 예술의 전당의 메인 홀에 있다. 라틴 아메리카의 통합으로도 잘 알려져 있다.

아메리카 대륙을 전체적으로 로망스 문화라는 언어적 연관성으로 묶을 수 있다는 생각은 1830년대 생 시모니아 작가인 미셸 셰비에르로부터 시작되었다. 그는 아메리카의 일부분에서는 "라틴" 사람들이 거주하고 있었다는 것과 게르만 유럽, 앵글로 아메리카, 슬라브 유럽에 맞서 싸우기 위해 "라틴 유럽"과 동맹을 맺을 수 있다고 상정했다. 이러한 생각은 19세기 중후반의 라틴 아메리카 내의 지식인들과 정치 지도자들이 받아들였다. 이 때 당시 이 지역은 스페인이나 포르투갈을 문화 모델로 삼지 않았고, 대신 프랑스를 문화 모델로 삼았다. 이 용어는 파리에서 처음 사용되었고, 이후 1856년 칠레 정치가인 프란체스코 빌바오에 의해 쓰이기 시작했다. 같은 해 콜롬비아 작가인 조세 마리아 토레스 카시체도가 그의 시 "2개의 아메리카"에서 이러한 표현을 인용했다.
라틴 아메리카라는 용어는 아메리카 대륙 내에서 프랑스의 영향력을 확보하고 앵글로아메리카 내 국가들의 세력을 배제시키기 위해 멕시코 출병 당시 프랑스 제국의 나폴레옹 3세가 지지했다. 이러한 용어는 멕시코 출병 당시 프랑스와 아메리카 지역의 문화적 연대감을 암시하여 프랑스를 이 지역 내의 문화적, 정치적 지도자로 부상시키고 막시밀리아노 1세를 멕시코 제2제국의 황제로 옹립하는 데 중요한 역할을 했다. 이러한 용어는 1861년 범라틴주의 운동을 이끈 La revue des races Latines, 잡지의 프랑스 학자들도 썼던 표현이었다.

### 현대의 정의

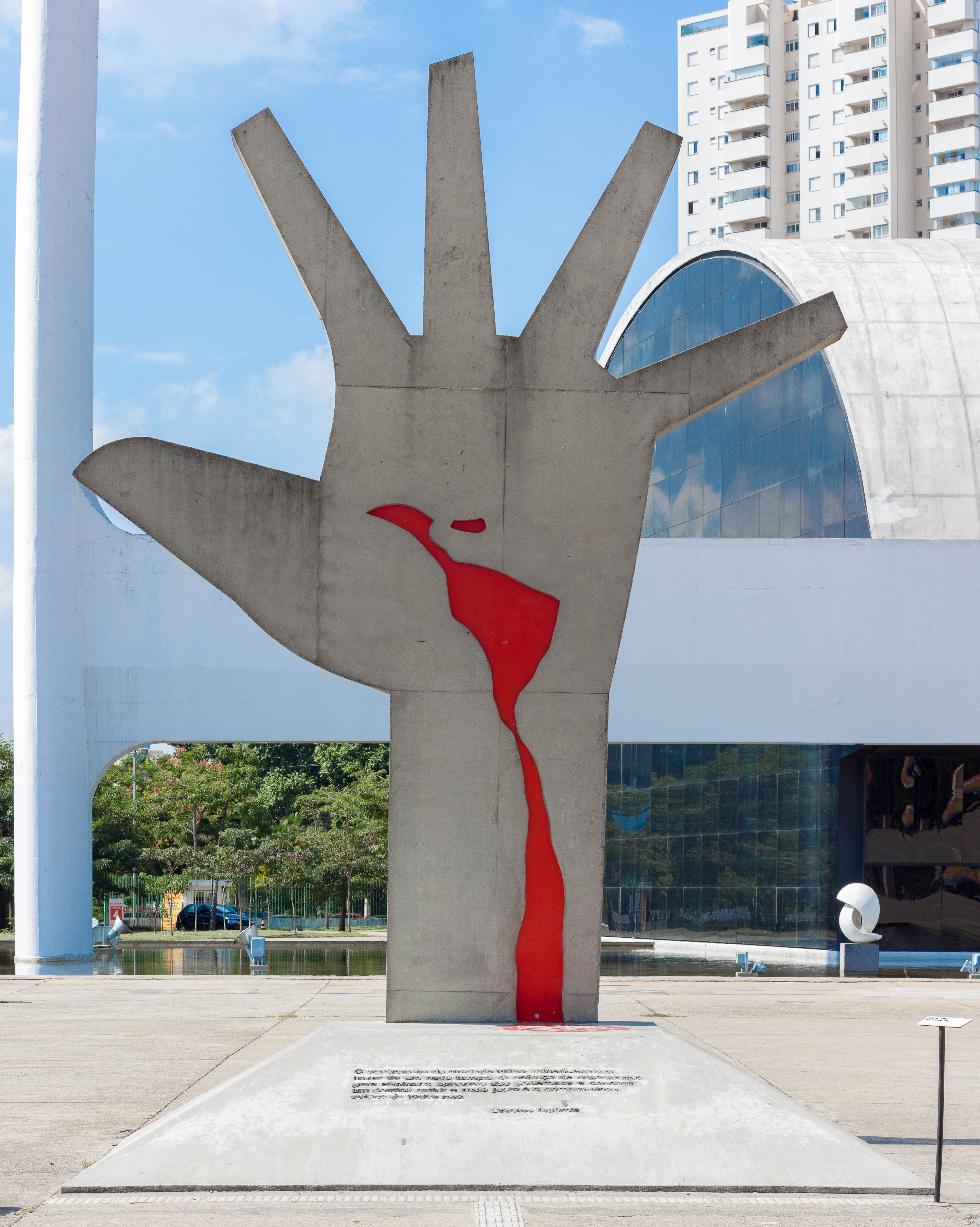
"마요" (손)라는 조각으로 오스카르 니에메예르가 상파울로의 라틴아메리카 기념관에다 지었다. 기념비는 라틴 아메리카의 대략적인 지도를 보여주며 국가 간의 단결을 요구하는 피로 형상화하였다.

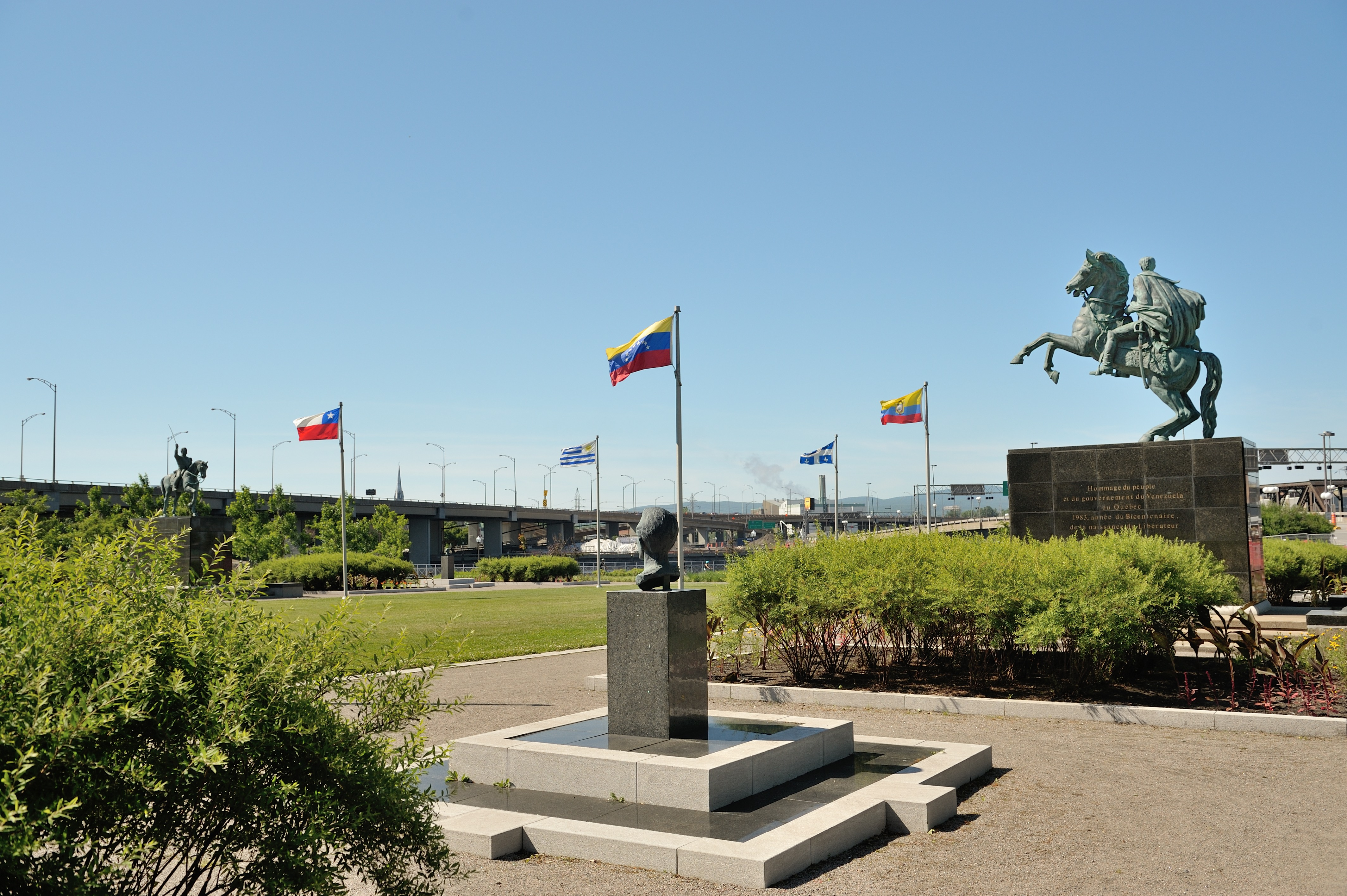
Parc de l'Amérique-Latine이라 불리는 장소로 프랑스어를 사용하는 캐나다 퀘벡주의 주도 퀘벡 시에 건립되었다. 이는 퀘벡 주가 로망스어를 사용하는 아메리카 대륙의 다른 국가들과의 문화적 연대를 축하하기 위해 지어졌다.

- 어떤 의미에서, "라틴아메리카"는 스페인어, 포르투갈어를 우세적으로 사용하는 지역을 언급한다. 멕시코, 중남미, 카리브 해, 쿠바, 도미니카 공화국, 푸에르토리코가 이 지역에 속한다. 이에 따라 "라틴아메리카"라는 용어는 스페인 제국이나 포르투갈 제국의 식민지였던 모든 아메리카 지역으로 정의할 수 있다.[12] 이 정의에 따르면 라틴아메리카는 이베로아메리카와 거의 동일한 의미를 지닌다.[13]
- 미국에서는 특히 이 용어를 미국 남쪽의 모든 지역을 언급하는데 쓰기도 한다. 이에 따라 이 지역은 기아나, 카리브 해 지역 중 영어를 쓰는 지역 (그리고 벨리즈), 프랑스령 서인도 제도, 네덜란드령 카리브도 포함된다. 이러한 정의는 이 지역의 사회경제학적 역사를 강조하는 것으로 신식민주의적 관점으로 특징지어진 것으로 문화적 관점에서는 벗어난 것이다. (예를 들자면 종속 이론이 이에 해당한다.)[14] 이러한 이유로 인해, 유엔 아메리카 대륙 구분안과 같은 몇몇 자료들은 지나친 간소화를 피하기 위해 "라틴아메리카와 카리브 지역"이라는 구문을 사용하기도 한다.[15][16][17]
- 조금 더 의미론적 관점으로 접근할 수 있는 방법인 언어학적 정의에서, "라틴아메리카"'는 미국 남쪽의 아메리카 대륙 국가들 중 라틴어에서 유래한 로망스어군을 쓰는 사람들이 지배적인 국가다. 그리고 이러한 로망스어군에는 스페인어, 포르투갈어, 프랑스어가 포함된다.[18] Cf. 남아메리카의 언어, 북아메리카의 언어.
  - 행정구역까지 이러한 독립체에 포함시킨다면 퀘벡주 전체나 온타리오주 일부와 같은 캐나다 내의 프랑스어 사용 지역이나 캐나다와 접한 생피에르 미클롱도 라틴아메리카 지역으로 볼 수 있으며, 산안드레스 이 프로비덴시아주와 같은 콜롬비아 내부의 영어권 사용 지역은 제외될 수도 있다. 같은 논리로 스페인어나 프랑스어를 자주 사용하는 미국의 루이지애나주나 뉴멕시코주 또는 텍사스주도 라틴아메리카 지역으로 볼 수 있다. 그러나 실질적으로 캐나다의 프랑스어 사용 지역은 라틴아메리카로 구별되지 않는다. 이는 다른 캐나다 지역과 이들 지역이 역사, 문화, 경제, 지질학적 위치, 그리고 정치면에 있어서 밀접한 연관이 있기 때문이다.[19] 이러한 점에서 위에서 언급한 주도 라틴아메리카에서 빠진다.

라틴 아메리카와 "앵글로 아메리카"의 구별은 로망스어군과 영어권 문화로 구별되는 점을 통해 아메리카 내에서 우세적으로 쓰이는 언어에 기초한 합의에 가깝다. 문화나 언어의 동질성은 거의 없다. 페루, 볼리비아, 과테말라, 파라과이와 같은 라틴 아메리카에서 대부분 지역은 아메리카 원주민 문화와 원주민의 언어가 지역 내에서 우위를 차지하기도 하며 카리브 해 국가와 베네수엘라, 콜롬비아 등 또 다른 지역에서는 아프리카 문화의 영향이 강하기도 하다. 파나마, 온두라스, 아이티, 쿠바 등은 미국의 점령을 받은 적도 있었기에 미국 문화와 고유 문화가 혼합되기도 했다.

### 독립 주권국 및 속령

라틴아메리카를 크게 구분하는 하위 지역 4개

라틴아메리카는 지리, 정치, 인구 통계, 문화에 따라 다양한 하위 지역으로 나눌 수 있다. 만약 미국 이남의 아메리카 대륙 전체로 라틴아메리카를 정의한다면, 라틴아메리카의 기초 지리학적 하위 지역은 북아메리카, 중앙아메리카, 카리브 제도, 남아메리카로 구분된다. 대한민국의 경우 중앙아메리카와 남아메리카를 합쳐 중남미라 부른다. 멕시코도 중남미에 포함시키는게 일반적이다. 미국 이남의 아메리카 대륙 전체를 라틴아메리카로 가정한다면 정치지리학적 구분에 따라 기아나, 코노 수르, 안데스 국가들과 같은 하위 지역도 이러한 분류법에 포함된다. 언어적 특성을 고려한다면 히스패닉 아메리카, 프랑스 아메리카, 포르투갈 아메리카로 나눌 수 있다.
| 국기            | 문장 | 이름             | 면적 (km2) | 면적 비율 (%) | 인구        | 인구 밀도 (km2당) | 수도             | 공식 표기                          | 시간대                                                                                      |
| --------------- | ---- | ---------------- | ---------- | ------------- | ----------- | ----------------- | ---------------- | ---------------------------------- | ------------------------------------------------------------------------------------------- |
| 아르헨티나      |      | 아르헨티나       | 2,780,400  | 13.8          | 43,417,000  | 14.4              | 부에노스아이레스 | Argentina                          | UTC-03                                                                                      |
| 볼리비아        |      | 볼리비아         | 1,098,581  | 5.4           | 10,725,000  | 9                 | 수크레, 라파스   | Bolivia; Buliwya; Wuliwya; Volívia | UTC-04                                                                                      |
| 브라질          |      | 브라질           | 8,515,767  | 42.3          | 205,573,000 | 23.6              | 브라질리아       | Brasil                             | UTC-02 (페르난두 지 노로냐) UTC-03 (브라질리아) UTC-04 (아마조나스주) UTC-05 (아크리주)     |
| 칠레            |      | 칠레             | 756,096    | 3.7           | 17,948,000  | 23                | 산티아고         | Chile                              | UTC-03                                                                                      |
| 콜롬비아        |      | 콜롬비아         | 1,141,748  | 5.6           | 48,229,000  | 41.5              | 보고타           | Colombia                           | UTC-05                                                                                      |
| 코스타리카      |      | 코스타리카       | 51,100     | 0.25          | 4,808,000   | 91.3              | 산호세           | Costa Rica                         | UTC-06                                                                                      |
| 쿠바            |      | 쿠바             | 109,884    | 0.54          | 11,390,000  | 100.6             | 아바나           | Cuba                               | UTC-04                                                                                      |
| 도미니카 공화국 |      | 도미니카 공화국  | 48,442     | 0.24          | 10,528,000  | 210.9             | 산토도밍고       | República Dominicana               | UTC-04                                                                                      |
| 에콰도르        |      | 에콰도르         | 283,560    | 1.40          | 16,144,000  | 54.4              | 키토             | Ecuador                            | UTC-05                                                                                      |
| 엘살바도르      |      | 엘살바도르       | 21,040     | 0.10          | 6,127,000   | 290.3             | 산살바도르       | El Salvador                        | UTC-06                                                                                      |
| 프랑스령 기아나 |      | 프랑스령 기아나* | 83,534     | 0.41          | 269,000     | 3                 | 카옌             | Guyane française                   | UTC-03                                                                                      |
| 과들루프        |      | 과들루프*        | 1,628      | 0.008         | 468,000     | 250               | 바스테르         | Guadeloupe                         | UTC-04                                                                                      |
| 과테말라        |      | 과테말라         | 108,889    | 0.54          | 16,343,000  | 129               | 과테말라시티     | Guatemala                          | UTC-06                                                                                      |
| 아이티          |      | 아이티           | 27,750     | 0.13          | 10,711,000  | 350               | 포르토프랭스     | Haïti; Ayiti                       | UTC-04                                                                                      |
| 온두라스        |      | 온두라스         | 112,492    | 0.55          | 8,075,000   | 76                | 테구시갈파       | Honduras                           | UTC-06                                                                                      |
| 마르티니크      |      | 마르티니크*      | 1,128      | 0.005         | 396,000     | 340               | 포르드프랑스     | Martinique                         | UTC-04                                                                                      |
| 멕시코          |      | 멕시코           | 1,972,550  | 9.80          | 122,435,500 | 57                | 멕시코시티       | México                             | UTC-05 (조나 수르스테) UTC-06 (조나 센트로) UTC-07 (조나 퍼시피코) UTC-08 (조나 노로에스테) |
| 니카라과        |      | 니카라과         | 130,375    | 0.64          | 6,082,000   | 44.3              | 마나과           | Nicaragua                          | UTC-06                                                                                      |
| 파나마          |      | 파나마           | 75,517     | 0.37          | 3,929,000   | 54.2              | 파나마시티       | Panamá                             | UTC-05                                                                                      |
| 파라과이        |      | 파라과이         | 406,752    | 2.02          | 6,639,000   | 14.2              | 아순시온         | Paraguay; Tetã Paraguái            | UTC-04                                                                                      |
| 페루            |      | 페루             | 1,285,216  | 6.39          | 31,377,000  | 23                | 리마             | Perú; Piruw                        | UTC-05                                                                                      |
| 푸에르토리코    |      | 푸에르토리코*    | 9,104      | 0.04          | 3,683,000   | 397               | 산후안           | Puerto Rico                        | UTC-04                                                                                      |
| 생바르텔레미    |      | 생바르텔레미*    | 53.2       | 0.0002        | 9,000       | 682               | 귀스타비아       | Saint-Barthélemy                   | UTC-04                                                                                      |
| 생마르탱        |      | 생마르탱*        | 25         | 0.00012       | 39,000      | 361               | 마리고           | Saint-Martin                       | UTC-04                                                                                      |
| 우루과이        |      | 우루과이         | 176,215    | 0.87          | 3,432,000   | 18.87             | 몬테비데오       | Uruguay                            | UTC-03                                                                                      |
| 베네수엘라      |      | 베네수엘라       | 916,445    | 4.55          | 31,108,000  | 31.59             | 카라카스         | Venezuela                          | UTC-04:30                                                                                   |
| 전체            | 전체 | 전체             | 20,111,457 | 100           | 626,741,000 | 30                |                  |                                    |                                                                                             |

*: 주권독립국이 아님

### 비판
라틴아메리카라는 개념은 다수의 지성인들이 비판했다. 역사학자 제임 에이자귀레는 라틴 아메리카라는 용어가 이 지역을 히스패닉 아메리카처럼 스페인적 특성으로 위장하고 희석하려고 한다고 비판했다. 또한 그는 스페인의 아메리카 식민지와 같은 방식을 더 이상 국가에 적용하면 안된다고 보았다.

## 역사

### 콜럼버스 이전

페루에 위치한 잉카 제국의 유적, 마추픽추

마야 문명의 유적인 치첸이트사.

라틴 아메리카의 초기 이주 지역은 남부 칠레의 푸에르토몬트 부근에 위치한 몽테베르데로 확인되었다. 몽테베르데에 정착한 시기는 14,000년 전으로 올라가며, 이 시기보다 이른 정착에 대한 논란의 소지가 있는 증거도 있다. 수천 년 간, 사람들은 라틴 아메리카 전체로 이동했다. 첫 1000년 동안 남아메리카의 여러 숲, 산, 평원과 해안 지대가 수백 만 명의 사람들의 고향이 되었다. 아메리카 대륙에서 가장 먼저 개척된 이주지는 라스베가스 문명으로, 그 시기는 BC 8000년에서 BC 4600년까지로 추정된다. 이들은 에콰도르 해안에 거주하던 집단으로, 같은 시기에 있던 발디비아 문명의 선조로 더 잘 알려져 있다. 조금 더 영구적인 거주지에는 치브차 또는 무지카라 알려진 집단과 타이로나 집단이다. 이 집단의 거주지들은 카리브 해 외곽에 있었다. 콜롬비아의 치브차나 볼리비아와 페루의 케추아 족, 아이마라족은 가장 오랫동안 정착 생활을 유지한 원주민이었다.
라틴 아메리카는 수많은 원주민의 고향이자 잉카 제국, 아즈텍 문명, 마야 문명, 톨텍 등 발전된 문화의 본지이기도 했다. 마야 문명의 황금시기는 250년 경에 시작되었으며, 아즈텍과 잉카는 각각 14세기와 15세기에 두드러진 발전을 보였다. 아즈텍 제국은 아메리카 대륙에서 잘 알려진 가장 강력한 문명이었다. 라틴 아메리카의 고유한 문명들은 스페인의 침략 이후 몰락하게 된다.

### 유럽의 침략

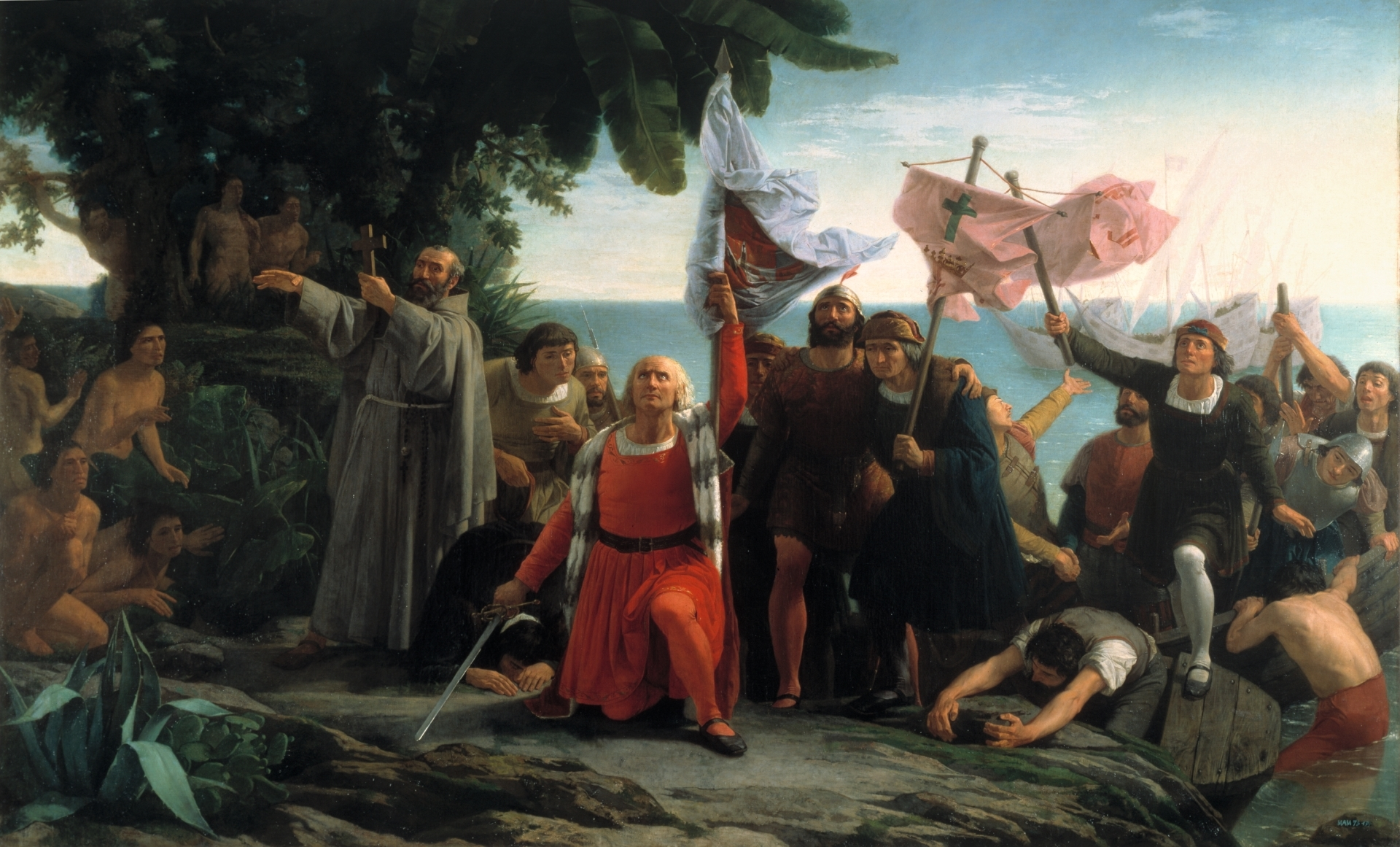
낭만주의 식 그림으로 묘사된 크리스토퍼 콜럼버스의 아메리카 도착. 1862년 디스코로 푸에블라가 그린 그림이다.

크리스토퍼 콜럼버스의 항해 이후 유럽인들이 대륙에 도착하면서 원주민들의 지도층은 유럽의 침공으로 권력을 잃게 되었다. 에르난 코르테스는 아즈텍 지도층을 지지하던 지역 세력의 도움을 받아 아즈텍의 지도층을 몰락시켰고, 프란시스코 피사로는 남아메리카 서부를 통치하던 잉카 제국을 멸망시켰다. 스페인과 포르투갈은 이 지역을 식민지화하였고, 나머지 비식민지화 지역은 1494년 토르데시야스 조약을 통해 스페인과 포르투갈의 통치 지역으로 편입되었다. 이를 통해 라틴아메리카 서부 전체는 스페인령이 되었고, 나머지 동부는 포르투갈령이 되었다. 16세기 말부터 17세기까지 프랑스를 포함한 스페인과 포르투갈의 식민지는 라틴아메리카 뿐만 아니라 북아메리카 대부분 지역까지 확장되었다. 이 시기에 유럽의 문화, 관습, 정치가 라틴 아메리카에 들어왔으며 가톨릭 교회가 주요 경제적, 정치적 세력으로 떠올랐다.
천연두와 홍역과 같은 유럽인들에게서 온 전염병은 원주민 인구 대부분의 사망 원인이 되었다. 역사학자들은 유럽인의 질병으로 인해 죽은 원주민의 수를 계산할 수 없지만, 몇몇은 최소 25%에서 최대 85%가 질병으로 인해 죽은 것으로 산출하고 있다. 기록의 부족으로 인해 구체적인 숫자는 입증하기 어렵다. 많은 생존자들은 유럽식 플랜테이션과 광산에서 일하게 되었다. 원주민과 유럽 식민지인들 사이의 혼혈 결혼은 매우 일반적인 것이었고, 식민 시기 말기에 메스티소와 같은 혼혈 조상들은 몇몇 식민지에서 다수 인종을 구성하게 되었다.

## 같이 보기
- 라틴 유럽
- 앵글로 아메리카
- 스페인 제국